# Laguna de Furnas

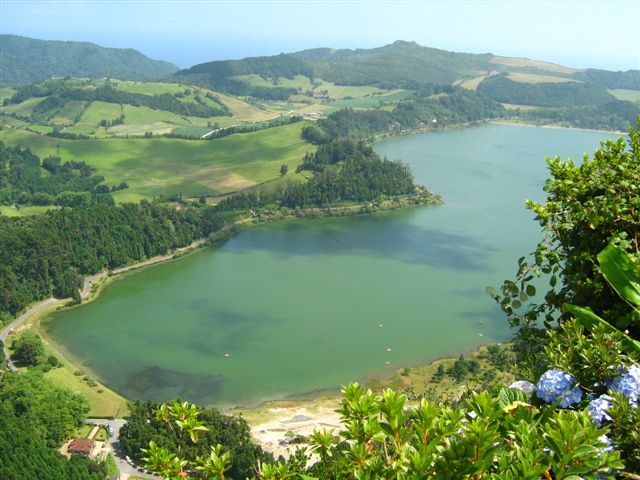
Laguna de Furnas, Isla de São Miguel, Archipiélago de Azores, Portugal.

La Laguna de Furnas es una laguna portuguesa, ubicada en la isla de São Miguel, archipiélago de las Azores, en la localidad de Furnas, municipio de Vila da Povoação y está relacionada con la formación volcánica de Furnas. Se encuentra a una altitud de alrededor de 600 metros .
Está rodeada de abundante vegetación macaronésica, además de manifestaciones volcánicas igualmente abundantes como fumarolas y calderas de agua hirviendo. A orillas de esta laguna y debido a la ebullición de las aguas volcánicas, se elaboran los tradicionales cozidos à portuguesa, bajo tierra con el calor de estas manifestaciones volcánicas.
A orillas de esta laguna se encuentra una de las capillas más curiosas de la isla de São Miguel dedicada a la Virgen de las Victorias, este templo, la Capilla de Nuestra Señora de las Victorias estaba destinado a ser el Mausoleo de José do Canto y fue solemnemente inaugurado el 15 de agosto de 1886.
En la margen sur de la laguna, fue inaugurado el Centro de Monitoreo e Investigación de Furnas (CMIF), que tiene como objetivo implementar y divulgar acciones para la recuperación ecológica de la calidad del agua y del ecosistema de la Laguna, en el ámbito de los programas y acciones del Plan de Ordenamiento Territorial de la Cuenca de la Lagoa das Furnas (POBHLF).

## Galería

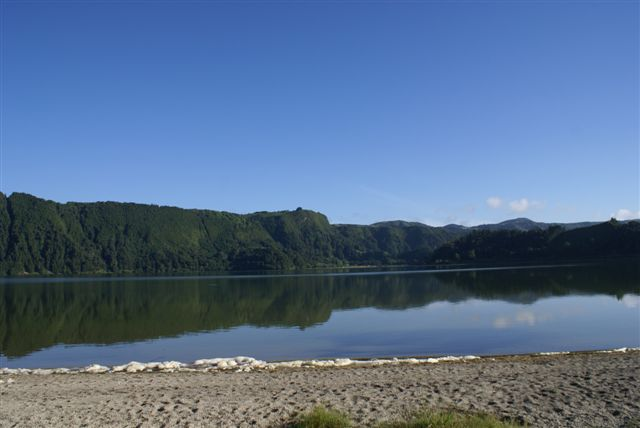
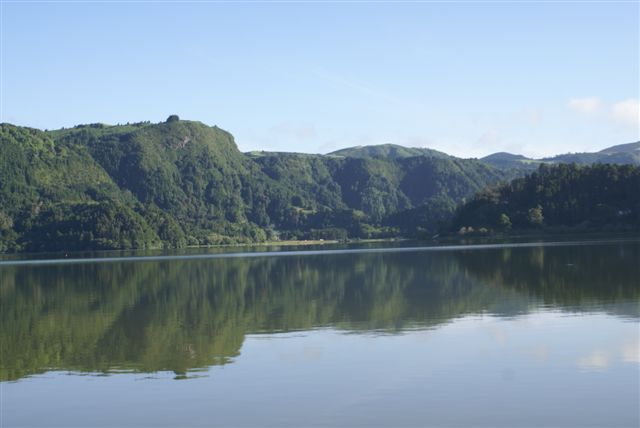
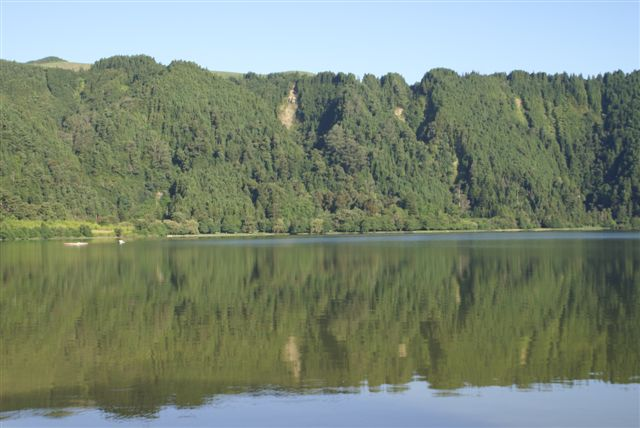
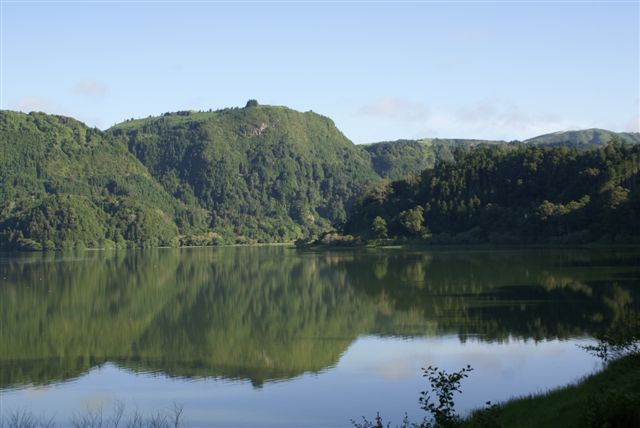
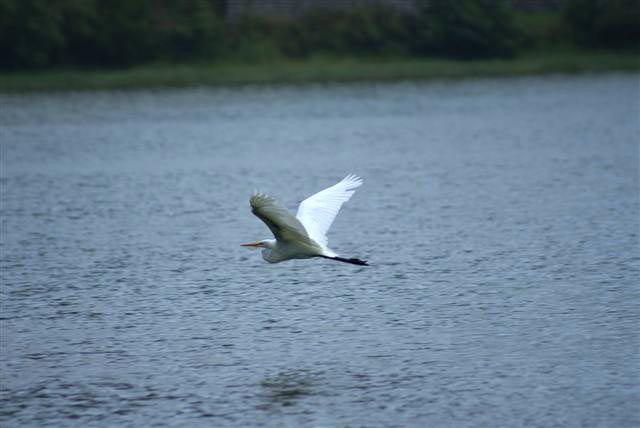